# 一丹奖
一丹奖是一個全球性的教育單項獎，目的是表彰及支持推动为教育研究和发展做出杰出贡献的个人或组织。一丹獎下設兩個獎項：一丹奖教育研究奖与一丹教育发展奖。一丹獎由腾讯主要创始人陈一丹於2016年创立，並由25亿港元的独立慈善信托运作及管理。得奖人會获颁一枚纯金奖牌及3000万港元奖励，其中一半为奖金，另一半为支持推动教育研究或项目的资金。

## 歷史
2016年，创始人陈一丹（Charles Chen）设立一丹基金会及一丹奖，旨在推动全球教育事业的发展。他在腾讯任职期间已经开始关注慈善事业，并持续地为支持和推进教育研究和发展做出贡献。首屆一丹獎得獎者於2017年9月19日在香港公佈。

## 获奖人
- 2017：Carol S. Dweck和Vicky Colbert [7] The award ceremony took place during December 2017 in Hong Kong.[8][9]
- 2018：Anant Agarwal[10][11][12] and Larry Hedges.[12][13][14]
- 2019：Usha Goswami 和 Sir Fazle Hasan.[15]
- 2020：美国物理学家卡尔·威曼，Lucy Lake and Angeline Murimirwa from Camfed, a Non-governmental organization (NGO) that seeks to eradicate poverty in Africa through the education of girls and the empowerment of young women, were awarded the prize for their contributions to education for girls and education development in Sub-Saharan Africa.[16]
- 2021：Eric A. Hanushek, the Paul and Jean Hanna Senior Fellow at the Hoover Institution of Stanford University, while the prize for Education Development was awarded to Dr. Rukmini Banerji, CEO of Pratham Education Foundation.[17]
- 2022：Linda Darling-Hammond和 朱永新 [18]

## 一丹奖基金会
一丹奖由一丹奖基金会运作、管理及监督。

### 董事會
董事会的成员有：
- 陳一丹－一丹獎創辦人、騰訊主要創始人
- 乐诗克·伯瑞谢维兹－英國癌症研究所（英语：Cancer Research UK）主席、劍橋大學前校長[19][20]
- 理查德·莱文－Coursera高級顧問、耶魯大學前校長[19][21]
- 陳繁昌－阿卜杜拉國王科技大學校長、香港科技大學前校長[19][22]

### 顾问委员会
顾问委员会的成员有：
- 一丹奖顾问委员会主席：唐虔－联合国教育、科学及文化组织教育部前助理总干事[23]
- 一丹奖顾问委员会召集人：程介明－香港大学荣誉退休教授
- 一丹奖顾问委员会成员：
  - Dankert Vedeler－挪威教育及研究部（英语：Ministry of Education and Research (Norway)）助理总干事
  - Manzoor Ahmed－孟加拉BRAC大学（英语：BRAC University）荣休教授
  - Jamil Salmi－國際高等教育專家[24]、前世界银行高等教育统筹
  - Marc S. Tucker（英语：Marc Tucker）－美国全国教育与经济研究中心（英语：National Center on Education and the Economy）榮譽主席及傑出高級研究員[25][26]

## 提名
一丹奖邀请政府机构，非政府组织、专业协会以及个人思想领袖提名候选人。在特殊情况下，亦允许自荐提名。被提名者可以是个人或不超过三人的团队，包括但不限于教师、研究人员、学者、政策制定者，或其他相关人士。不接受追认提名，但未获奖的提名者可以在下一年重新被提名。

## 评审標準
按以下四项标准进行评估：具远见、富创新精神、具改革能力、具可持续性。

### 评审委员会
评审委员会负责筛选提名和选拔获奖者。它由两个独立的评审小组组成。评审委员会成员分别为：
- 一丹獎評審委員會主席：松浦晃一郎－前联合国教科文组织总干事
- 一丹教育研究獎評審小組主席：Andreas Schleicher（英语：Andreas Schleicher）－經濟合作暨發展組織教育與技能總監[19][28]
- 一丹教育發展獎評審小組主席：Dorothy K. Gordon（英语：Dorothy Gordon (activist)）－聯合國教科文組織全民信息計劃（英语：Information for All Programme）主席[19][29]
- 一丹奖教育研究评审小组成员：
  - 布魯斯·艾伯茨－美国加利福尼亚大学旧金山分校校长嘉许科学与教育领导主席（生物化学及生物物理学）
  - Gerd Gigerenzer（英语：Gerd Gigerenzer）－德國馬克斯·普朗克人類發展與教育研究所（英语：Max Planck Institute for Human Development）哈爾丁風險認知研究中心主任[30]
  - Felice J. Levine－美國教育研究協會（英语：American Educational Research Association）總幹事[31]
- 一丹教育发展奖评审小组成员：
  - Steven Cohen（英语：Steven A. Cohen）－美国哥伦比亚大学国际与公共事务学院教授[19][32]
  - Allan E. Goodman－国际教育协会会长兼行政总裁
  - Ruben Vardanyan（英语：Ruben Vardanyan (businessman)）－社會企業家、效益投資者、慈善家[19]

## 奖牌和奖金

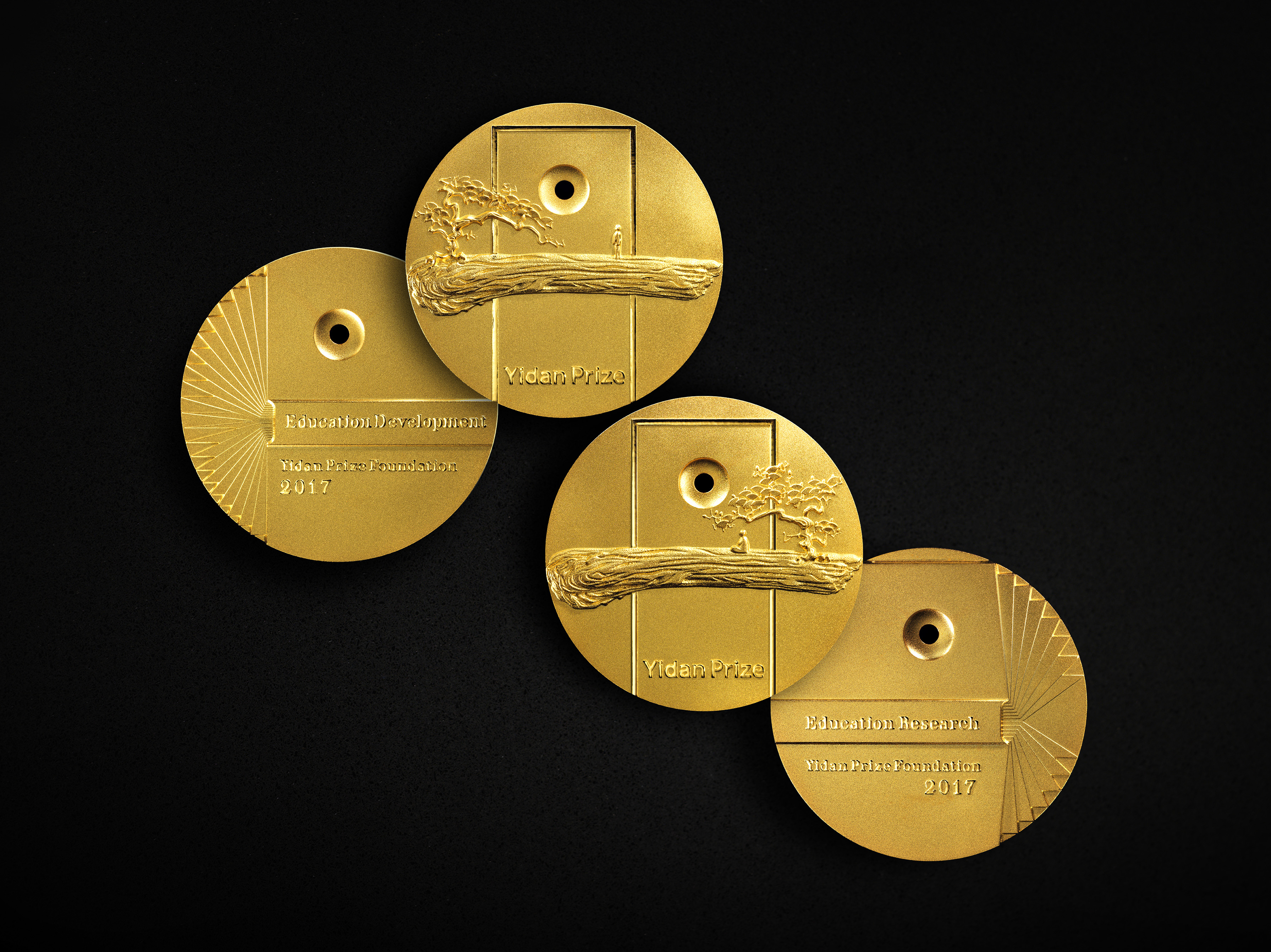
一丹奖奖牌

获奖者将获得一枚纯金奖牌及奖金奖励。奖牌由设计师靳埭强打造，其中一面用书页的图案象征中国文学史上的重要作品，另一面则以一丹奖基金会的标志为主体，融入松树、山石等中国传统水墨画的元素。两位获奖者分别获得1500万港元的现金奖励以及1500万港元的项目基金，奖金来自于3.2亿美元的捐赠。

## 全球教育未來指数
2017年9月19日，一丹奖基金会发布了首个「全球教育未来指数」(Worldwide Educating for the Future Index)，由該基金会委托经济学人智库（EIU）制定。该指数基于教育政策、教学环境和社会经济环境三个主要范畴制定了16项指标，围绕如何培养下一代的未来所需技能，对占全球88％国内生产总值和全球77％人口的35个经济体进行了评估。该指数考察了下一代教育体系和教育制度的优缺点，为各经济体制定教育蓝图提供参考。

## 首屆颁奖公告和峰会

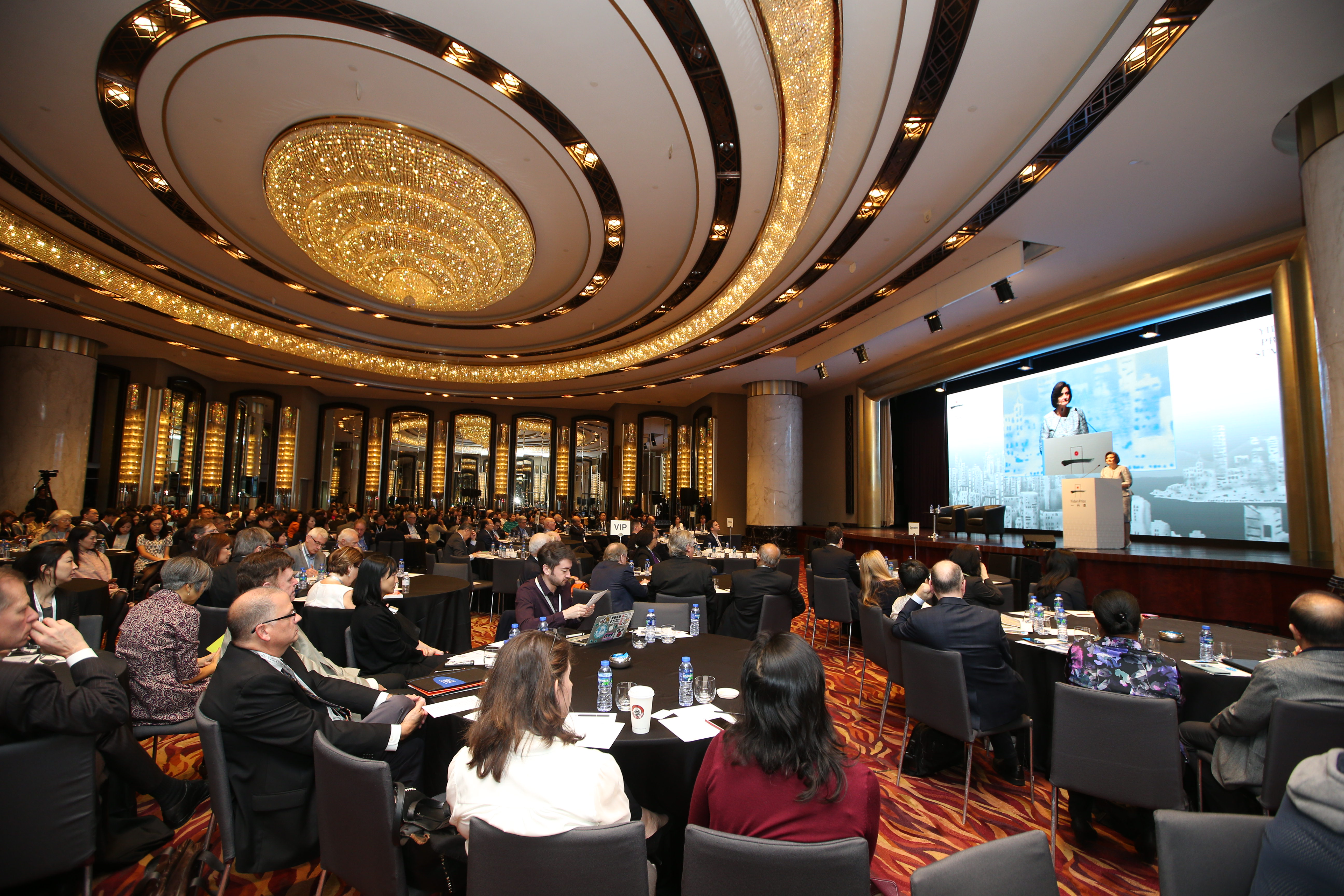
2017年一丹奖峰会

一丹奖首批获奖者于2017年9月19日在香港宣布。首次峰会于2017年12月11日在香港举行，主題為「改进教育：把握未来，还看今天」。出席者有切丽·布莱尔妇女基金会创始人切丽·布莱尔、沙特阿拉伯教育部部长艾哈迈德·艾莎、联合国教科文组织教育助理总干事唐虔、腾讯集团总裁刘炽平等。